# Plaine de Sibérie occidentale
La plaine de Sibérie occidentale (en russe : За́падно-Сиби́рская равни́на) est une immense étendue presque plate, qui occupe la partie occidentale de la Sibérie, en Russie. Elle est délimitée à l'ouest par les reliefs de l'Oural, à l'est par le fleuve Ienisseï et le plateau de Sibérie centrale, au sud par les monts Saïan et les monts Baïkal et au nord par l'océan Arctique. 

## Aperçu

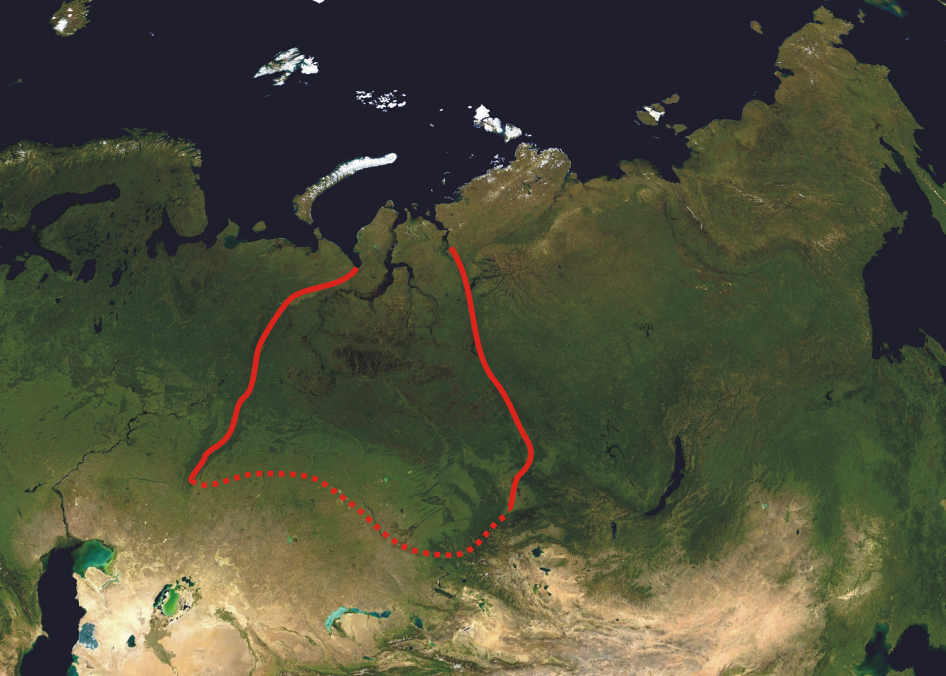
Plaine de Sibérie occidentale sur une vue satellite de l'Asie du Nord

C'est la plus grande région de plaine de la planète, avec une superficie de 2,6 à 2,7 millions de km2. Plus de 50 pour cent de sa superficie se situe à une altitude inférieure à 100 mètres et elle culmine à 250 mètres. La plaine de Sibérie occidentale constitue environ un tiers de la Sibérie : elle s'étend du nord au sud sur 2 400 km et d'est en ouest sur 1 900 km.
La plaine de Sibérie occidentale comporte sept zones de végétation distinctes du nord au sud : la toundra, la toundra boisée, la taïga, la forêt mixte (feuillus et conifères), la forêt de feuillus, la steppe à tchernoziom (les terres noires) puis enfin une zone semi-aride. 
Le climat de cette région est continental du fait de l'éloignement des océans. Les hivers sont longs et froids. La moyenne de janvier est d'environ −15 °C au sud et −25 °C au nord. Les étés sont courts et chauds, les automnes et printemps pratiquement inexistants. Cependant les flux de l'Atlantique y font encore sentir leur effet. Le climat est plus rigoureux qu'en Russie d'Europe, mais il l'est moins qu'en Sibérie orientale aux mêmes latitudes, de même que par rapport au nord-est de l'Amérique du Nord. Les précipitations sont assez faibles (de 400 à 500 mm).

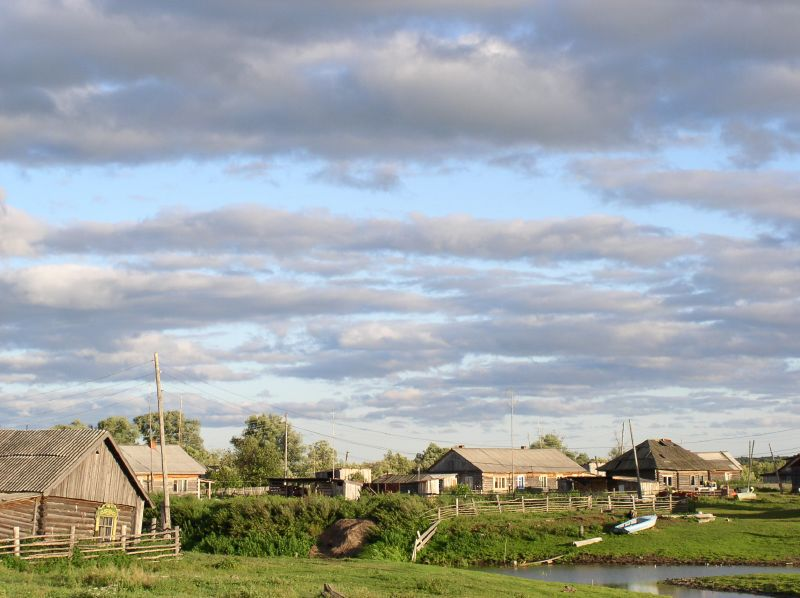
Village dans la région d'Omsk

Sur le plan géologique, la région est constituée de terrains primaires plissés recouverts de sédiments déposés au Quaternaire et surtout durant les périodes glaciaires : les grands fleuves qui parcourent la plaine — l'Ob et l'Ienisseï — ont accumulé à cette époque les sédiments en allant buter sur les glaciers qui barraient l'accès à l'océan Arctique (ils se déversaient dans la mer Caspienne ou la mer d'Aral). De nos jours, le nord de la plaine étant relativement relevé, l'écoulement des fleuves vers l'océan Arctique se fait avec un faible gradient, favorisant l'étalement des fleuves et la création de vastes zones marécageuses. Même en dehors des zones alluviales, l'eau s'écoule difficilement et s'accumule sur place, formant d'immenses tourbières qui couvrent une partie importante de la plaine. L'une de ces tourbières est par exemple constituée par les marais de Vassiougan, d'une superficie de 51 600 km2, constituant l'une des plus grandes zones humides de la planète. S'y ajoutent d'innombrables lacs de forme plus ou moins ronde qui parsèment la plaine du nord au sud, couvrant une part non négligeable de la superficie.
Dans le nord de la région le sol est gelé en permanence à faible profondeur (pergélisol), ce qui contribue à accentuer le phénomène de stagnation des eaux en surface et contribue à la pauvreté des sols. Seul le sud de la plaine est constitué de terres particulièrement fertiles (les terres noires).
Le sous-sol de la plaine de Sibérie occidentale est très riche en ressources géologiques. C'est notamment dans cette région que se trouvent les plus importants gisements de pétrole et de gaz de Russie. Le charbon est aussi exploité intensivement depuis le XIXe siècle dans le Kouzbass en limite sud-est de la plaine, tandis qu'un énorme gisement de nickel se trouve au nord-est près de Norilsk. 
La colonisation russe remonte au XVIe siècle (Tobolsk, Tioumen), puis elle s'est intensifiée du XVIIIe au XXe siècle. La construction du Transsibérien à la fin du XIXe siècle a donné une impulsion décisive. C'est dans le sud de la plaine, où les étés sont plus longs et les terres productives, et là où passe le Transsibérien, que l'on trouve les principaux centres de population : Iekaterinbourg, Tcheliabinsk, Tioumen, Omsk, Barnaoul, Tomsk, Novossibirsk, Novokouznetsk, Pavlodar.
Depuis les années 1980, des villes champignons ont poussé plus au Nord passant des villes de 1000 habitants au début à plus de 300 000 habitants comme Sourgout, 200 000 habitants comme Nijnevartovsk ou très au Nord Novy Ourengoï (150 000 habitants). Ces villes sont nées de l'exploitation du pétrole et du gaz, et les salaires sont beaucoup plus élevés qu'ailleurs en Russie. Toute la région est en pleine croissance économique et démographique. La grande ville la plus au nord, Norilsk (plus de 170 000 habitants) voit cependant aujourd'hui sa population diminuer, car l'extraction du nickel, toujours aussi active, se modernise et demande moins de main d’œuvre que durant l'ère soviétique.